# Final da Copa das Confederações FIFA de 1997
A terceira edição da copa das confederações, realizada em 1997, foi a primeira a ser realizada oficialmente pela FIFA, sendo antes chamada de Copa Rei Fahd. Esta copa, pela primeira vez, contou com 8 seleções. 6 campeões intercontinentais, o campeão do último torneio da Copa do Mundo e a seleção anfitriã.
O Brasil classificou-se para o torneio através do título da Copa do Mundo de 1994. A seleção brasileira, com uma das maiores duplas de ataque da história do futebol brasileiro, Romário e Ronaldo, sagrou-se campeão pela primeira vez em sua história no torneio com uma vitória expressiva sobre a Austrália por 6x0, com três gols de Romário e três gols de Ronaldo. A bola de ouro foi para Denílson.

## Caminho Até a Final
| Grupo A        | J | V | E | D | GP | GC | SG | Pts |
| -------------- | - | - | - | - | -- | -- | -- | --- |
| Brasil         | 3 | 2 | 1 | 0 | 6  | 2  | +4 | 7   |
| Austrália      | 3 | 1 | 1 | 1 | 3  | 2  | +1 | 4   |
| México         | 3 | 1 | 0 | 2 | 8  | 6  | +2 | 3   |
| Arábia Saudita | 3 | 1 | 0 | 2 | 1  | 8  | –7 | 3   |

| Grupo A        | J | V | E | D | GP | GC | SG | Pts |
| -------------- | - | - | - | - | -- | -- | -- | --- |
| Brasil         | 3 | 2 | 1 | 0 | 6  | 2  | +4 | 7   |
| Austrália      | 3 | 1 | 1 | 1 | 3  | 2  | +1 | 4   |
| México         | 3 | 1 | 0 | 2 | 8  | 6  | +2 | 3   |
| Arábia Saudita | 3 | 1 | 0 | 2 | 1  | 8  | –7 | 3   |

## Detalhes da partida
| 21 de dezembro | Brasil                                              | 6 – 0     | Austrália | Estádio Rei Fahd, Riad                                                                                                |
| 21:00          | Ronaldo 15', 27', 59' (pen) · Romário 38', 53', 75' | Relatório |           | Público: 65 000 Árbitro: THA Pirom Un-Prasert Assistente 1:OMA Mohamed Al Musawi Assistente 2: FRA Jacques Poudevigne |

| Brasil | Austrália |

| BRASIL:       |    |                |     |
|               |    |                |     |
| G             | 1  | Dida           |     |
| LD            | 2  | Cafu           |     |
| Z             | 3  | Aldair         |     |
| Z             | 4  | Júnior Baiano  |     |
| LE            | 6  | Roberto Carlos |     |
| V             | 5  | Dunga          |     |
| V             | 16 | César Sampaio  |     |
| M             | 19 | Juninho        |     |
| M             | 18 | Denílson       |     |
| A             | 9  | Ronaldo        | 72' |
| A             | 11 | Romário        |     |
| Treinador:    |    |                |     |
| Mário Zagallo |    |                |     |

| AUSTRÁLIA:     |    |                 |     |     |
|                |    |                 |     |     |
| G              | 1  | Mark Bosnich    |     |     |
| LB             | 4  | Milan Ivanović  |     |     |
| LD             | 14 | Tony Vidmar     |     | 31' |
| Z              | 5  | Alex Tobin      |     |     |
| Z              | 2  | Steve Horvat    |     | 55' |
| LE             | 3  | Stan Lazaridis  |     |     |
| V              | 8  | Craig Foster    |     |     |
| V              | 6  | Ned Zelić       |     |     |
| M              | 10 | Aurelio Vidmar  |     | 31' |
| A              | 9  | Mark Viduka     | 24' |     |
| A              | 11 | Harry Kewell    |     |     |
| Substituições: |    |                 |     |     |
| A              | 18 | John Aloisi     |     | 31' |
| Z              | 21 | Kevin Muscat    |     | 31' |
| Z              | 12 | Matthew Bingley |     | 55' |
| Treinador:     |    |                 |     |     |
| Terry Venables |    |                 |     |     |